# 함바
함바(はんば, 飯場)는 건설 현장 안에 지어놓은 간이 식당을 부르는 말로 일본어에서 유래하였다. 함바집, 현장 식당, 건설현장 식당이라고도 한다. 일제강점기에 토목 공사나 광산 등지에서 동원된 노동자들이 숙식을 해결하기 위해서 임시로 지은 간이 건물을 ‘함바(はんば)’라고 불렀다. 한자어 그대로 하자면 ‘밥을 먹는 장소’가 된다. 본래는 숙식을 모두 해결하던 건물을 지칭하는 말이었으나 현재에는 식사를 제공하는 간이 건물이라는 뜻으로만 사용하고 있다.
과거 일본에서는 광산·토목·건축공사 등 현장 인근에 마련된 근로자 합숙소를 지칭하였다. 현대 일본에서는 건설공사 현장에 있는 식당이라는 의미로 이 단어를 사용하기는 하나, 가혹한 노동과 청결치 못한 시설이라는 부정적 이미지 때문에 사용 빈도가 적다.

## 역사

### 일본
일본에서 광산, 토목, 건축현장에 작업자를 위한 급식 및 숙박시설을 함바(はんば)라 불렀다. 현재는 시내 건설공사 현장의 (숙박을 동반하지 않는) 휴게소나 식당의 의미로 사용되는 편이다. 그런데 함바(はんば)란 말은 가혹한 노동과 노무자들의 힘든 삶, 위생적이지 못하고 낙후된 시설 등의 부정적인 이미지를 가지고 있기 때문에 근래들어서는 사용 빈도가 적고 그 대신 숙소(しゅくしゃ, 宿舎)나 기숙사(りょう, 寮)라는 표현을 사용하고 있다. 과거에 산간 오지 노동현장에 노동자가 머물며 작업에 종사하는 일이 많았기 때문에 임시 건물인 함바를 여러채 만들어 사용했다. 대부분이 허술한 건물인 경우가 많았기에 사고가 자주 발생했다. 제2차 세계대전 후에는 근로기준법이 개정되어 함바 시설 개선이 이루어졌다.

### 한국
일제강점기 때 건설 노동에 강제 동원된 조선인들이 집단수용되어 숙식하던 간이건물을 지칭하는 말로 함바를 사용하였다. 그러다가 광복이후 건설 현장 안에 있는 식당만을 부르는 말로 바뀌었다. 1997년 문화체육부가 발간한 《국어순화용어자료집》에서는 이에 해당하는 순화어로 ‘현장 식당’을 제시했다. 건설현장에서 식사를 공급하는 함바집 운영은 공사 기간 동안 현장 노동자들을 상대로 독점 운영을 할 수 있기 때문에 큰 수익이 발생하는 편으로 알려져 있다. 그래서 함바집 운영권을 따내기 위한 경쟁은 치열하다.

### 우토로 분쟁
2차 세계대전 중인 1941년 일제는 교토 군비행장 건설을 위해 조선인 1,300여 명을 강제징용했다. 조선인 징용자들을 집단 합숙시키지 위해 공사장 주변 토지 21만㎡(6,000평)에 간이건물인 함바(はんば, 飯場)를 대규모로 만들었다. 자연스럽게 그 주변에 마을이 형성되며 우토로 (ウトロ) 마을이라 불리게 되었다. 그러나 1945년 일본이 패망후 비행장 건설이 중단되었고, 조선인 징용자들은 일본 정부나 기업으로부터 어떠한 보상도 받지 못한 채 방치되었다.
공유지였던 우토로를 매입한 서일본식산이 강제퇴거를 위한 명도소송에서 1998년 승소했다. 주민들이 강제로 쫒겨날 수밖에 없게 된 사정이 알려지자 한국과 일본내에서 도움이 이어졌다. 시민 성금과 한국 정부의 지원금으로 2010년 일부토지를 매입하여 주민들의 거주권이 확보됐다. 2016년에 재개발이 진행되었고 2018년 주민들이 입주했다. 2022년에 '우토로 평화 기념관'이 들어섰는데, 기념관 앞마당에는 우토로 주민들이 오랫동안 실제 거주했던 '함바(はんば, 飯場)'라고 불린 조선인 합숙 시설 일부 건물도 옮겨 놓았다.

### 함바 게이트
함바집 운영은 큰 수익을 안정적으로 보장받는 사업이다. 음식값이 시중보다 저렴함에도 불구하고 공사 기간 동안 현장 노동자들과 건설사 직원을 상대로 식사를 독점적으로 제공할 수 있고, 임대료, 수도, 전기요금도 부담하지 않기 때문이다. 한 번 계약하면 그 건설사가 맡는 다른 공사현장의 운영권을 따내는 데도 유리하기 때문에 함바집 운영권을 따내기 위한 경쟁은 치열하다. 공개입찰도 진행하나 이는 형식적이며 인맥 없이는 운영권을 따내기가 쉽지 않다고 한다. 이런 이유로 함바집 운영은 건설현장의 대표적인 이권사업이자 비리의 온상으로 꼽혀왔다.
2010년에는 함바집 운영권을 둘러싼 대형비리 사건이 발생했다. 일명 ‘함바게이트’를 촉발시킨 '함바왕' 유상봉은 함바집 브로커로 활동하며 예비 식당업주로부터 미리 돈을 받아 착복하거나 건설사 관계자와 정관계 인사 14명에게 뇌물을 주고 로비를 벌리다 적발되었다. 뇌물을 받은 이들은 배건기 전 청와대 감찰팀장, 장수만 전 조달청장, 강희락 전 경찰청장 등 전현직 공무원과 건설사 임원 등이다. 2012년 11월, 유상봉은 함바 운영권 수주 및 인사 청탁 등의 명목으로 건설사 임원들과 전·현직 경찰 간부, 고위공무원에게 금품을 준 혐의로 징역 1년6월을 선고받았다. 유상봉은 구속집행정지 기간이던 2012년 4월에도 비슷한 사기를 벌리다가 적발되어 추가로 처벌을 받기도 했다.